# Abrostola violacea
Abrostola violacea là một loài bướm đêm thuộc họ Noctuidae. Nó được tìm thấy ở Châu Phi. The type location is the Ngorongoro Crater (Tanganyka, Arusha).